# Beechcraft Duke
Le Beechcraft Model 60 Duke est un avion bimoteur de grand tourisme et de transport léger de la firme Beechcraft. 

## Origine et développement
C’est début 1965 que fut lancé à Wichita le développement d’un nouveau bimoteur, alors désigné Model 60. L’objectif était de réaliser un appareil à moteurs turbocompressés, pouvant transporter entre quatre et six passagers dans les meilleures conditions de confort possible. Doté de lignes très aérodynamiques le rendant facilement reconnaissable, le prototype (c/n P-1) prit rapidement forme. Il fit son premier vol, piloté par R.S. « Bob » Hagan le 29 décembre 1966. La certification FAA fut délivrée le 1er février 1968.

## Description
Il s’agit d’un monoplan à aile basse cantilever et train d’atterrissage tricycle escamotable. La voilure, trapézoïdale en plan, possède une structure bilongeron classique en alliage d’aluminium et un profil NACA 230, évoluant du NACA 23010.5 à l’emplanture au NACA 23012 en bout, avec un allongement de 7,2 et un dièdre de 6°. Elle comporte des volets à simple fente à commande électrique, encadrés par des ailerons encastrés. La capacité des réservoirs (538 litres) peut être portée à 772 litres en ajoutant quatre cellules supplémentaires dans chaque plan (Option). 
De construction semi-monocoque, le fuselage est également réalisé en alliage d’aluminium, le revêtement travaillant étant produit par usinage chimique. Le décrochage très amorti du pare-brise et surtout la flèche très prononcée de la dérive donnent à l’appareil une allure très aérodynamique. L’aménagement standard de la cabine comporte 4 sièges avec couloir central, deux sièges supplémentaires étant disponibles en option. Cette cabine est éclairée par trois hublots rectangulaires à angles arrondis de chaque côté, le hublot central gauche étant incorporé dans la porte d’accès à la cabine et le hublot avant droit à un panneau démontable faisant office d’issue de secours. Le système de pressurisation automatique (Model 60) maintient la pression en cabine à une valeur équivalent à celle du niveau de la mer jusqu’à 3 050 m et rétablit à 7 560 m la pression atmosphérique correspondant à une altitude de 3 050 m. Le poste de pilotage, biplace, dispose d’un équipement très complet permettant le vol aux instruments et l’ensemble de l’avion est dégivré, tube Pitot inclus.
Le train d’atterrissage dispose d’une activation électrique.

## Versions
- Model 60 : Premier modèle de série, équipé de deux moteurs turbocompressés de 380 ch Lycoming TIO-541-E1A4 entrainant des hélices tripales à vitesse constante Hartzell de 1,88 m de diamètre. 122 exemplaires furent livrés entre 1968 et 1970[1], les livraisons débutant en juillet 1968.

- Model A60 : Apparu sur chaine en 1970, cette nouvelle version se distinguait par ses moteurs Lycoming TSIO-540-E1C4, moins lourds et plus performants en altitude. Une palette plus large de matériaux fut également proposée pour l’aménagement intérieur et le fonctionnement du système de pressurisation assoupli[1]. 121 Model A60 Duke furent construits jusqu’en 1973.

- Model B60 : En 1974 Beechcraft devait introduire ce nouveau modèle, équipé de moteurs Lycoming TIO-541-E1C4 et d’une cabine redessinée, plus longue et plus large. Moins d’un an plus tard le système de pressurisation original fut remplacé par un système AiResearch permettant de choisir l’altitude de rétablissement en cabine avant le décollage et l’atterrissage[1]. 350 Model B60 furent construits, la production cessant en 1982.

- Galaxy 300 : Au début des années 1990 Galaxy Group Inc, de Van Nuys, Californie, a modifié la voilure d’un Duke afin de recevoir deux turbines Allison 250-B17F/1 de 450 ch. Cette turbine à hélice étant plus légère que les moteurs Lycoming 6 cylindres à plat (La masse à vide du Galaxy 300 était inférieure de 175 kg à celle d’un B60 standard[1]), il a été nécessaire d’avancer le bâti-moteur de 91 cm par rapport au longeron avant pour rétablir le centrage[1]. Le Galaxy 300 disposait également de réservoirs en bout d’aile. Les essais de certification de cet appareil ne furent pas menés à terme.

## Royal Turbine

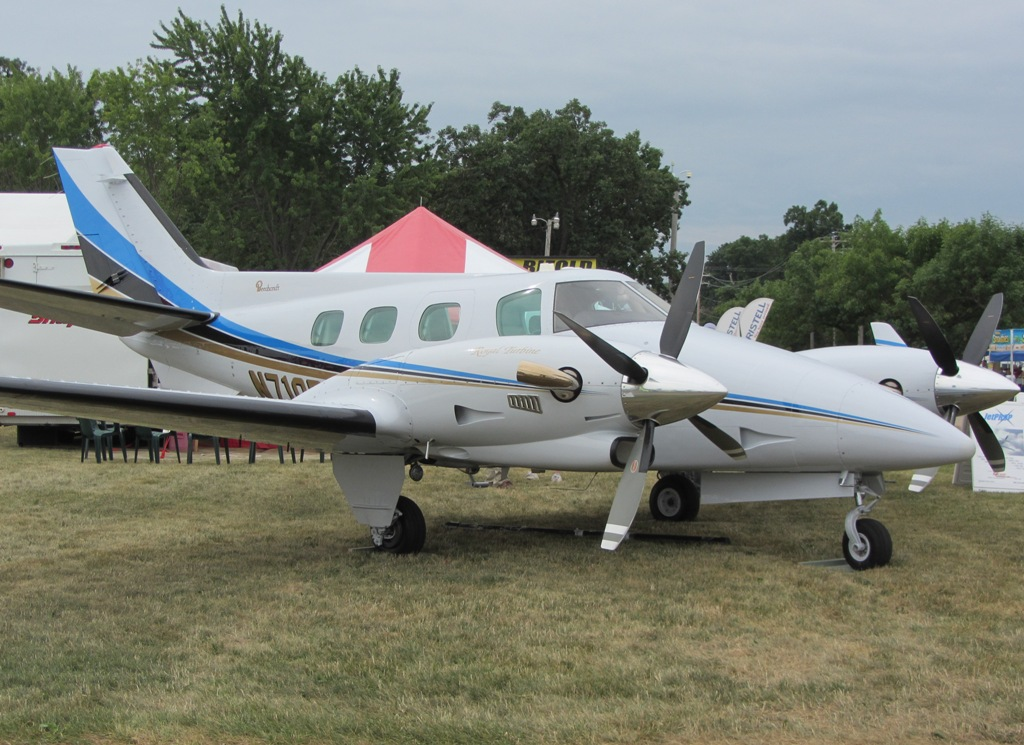
Conversion "Royal Turbine"

La société américaine Rocket Engineering propose aux possesseurs de cet avion de l'améliorer en gardant le fuselage original et en remplaçant les deux moteurs à pistons par des turbopropulseurs Pratt & Whitney Canada PT6A-35. Cette modification augmente considérablement les performances. Elle permet d'emporter 106 litres de carburant supplémentaires, bien que la consommation soit supérieure (250 L/h contre 212 L/h pour la version classique). La distance nécessaire au décollage passe de 810 à 305 mètres et la distance nécessaire à l’atterrissage est réduite de 914 à 274 mètres, notamment grâce à l'utilisation de l'inversion de poussée. La vitesse ascensionnelle permet à l'avion de monter à plus de 7 000 m d'altitude en 9 minutes environ. La vitesse de croisière est estimée à environ 540 km/h.

## Performant mais couteux

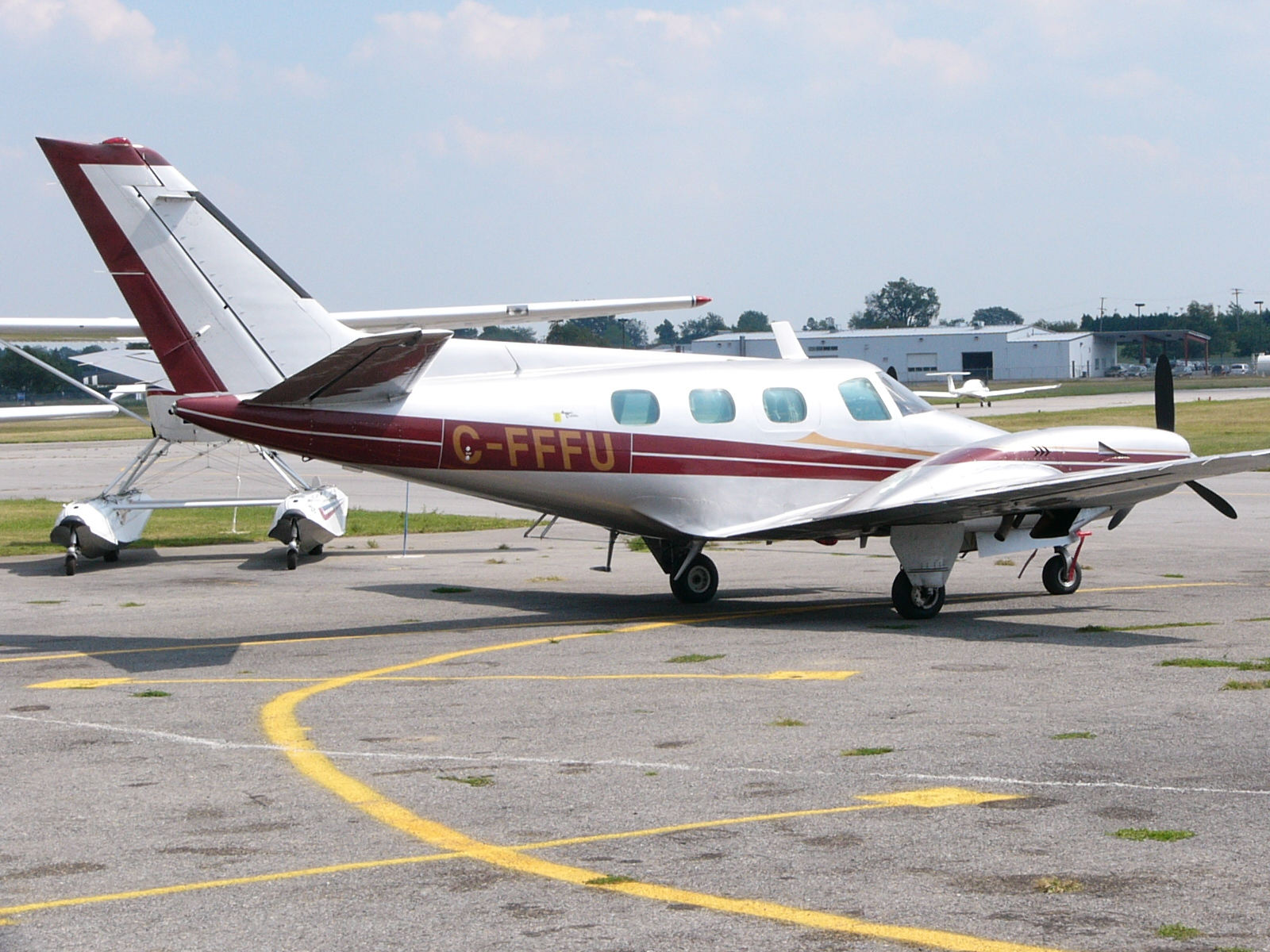
Vue arrière d'un B60 Duke montrant bien l'élégance des lignes de ce bimoteur

Avec 593 bimoteurs livrés entre 1968 et 1982, le Duke peut être considéré comme un demi-échec. Premier avion pressurisé proposé par Beechcraft sur ce segment, cet avion élégant se heurta à la concurrence des jets d’affaire malgré les efforts déployés par le constructeur pour améliorer le modèle d’origine. Ainsi dès 1976 furent proposés des réservoirs de bout d’aile de 113 litres permettant de porter l’autonomie du Duke B60 à 2 070 km (moteurs à 65 % de puissance) et de nombreux exemplaires ont depuis reçu des winglets. Situé entre le Baron et le Queen Air dans la gamme Beechcraft, le Duke est aussi un avion performant mais peu économique. Malgré des difficultés croissantes à trouver des pièces de moteur et/ou des techniciens agréés, un peu plus de 450 Beech Duke sont toujours en service en 2010, dont 415 aux États-Unis.   

## Utilisation militaire
Deux exemplaires sont connus pour avoir été utilisés à des fins militaires:
- Angola : la République Populaire d’Angola utilisait au début des années 1990 un B60 (c/n P-375) immatriculé D2-ELT.
- Jamaïque : l’armée de l’air jamaïcaine a pris livraison en 1975 d’un Model 60 immatriculé JDFT-4.

## Sources
1. 1 2 3 4 5 6 7 8  A.J. Pelletier
2. ↑  (en) « Caractéristiques du Royal Turbine »
3. 1 2  http://www.beechcraft-duke.net/Page1.html
4. ↑  airport-data.com